# 선양 J-5

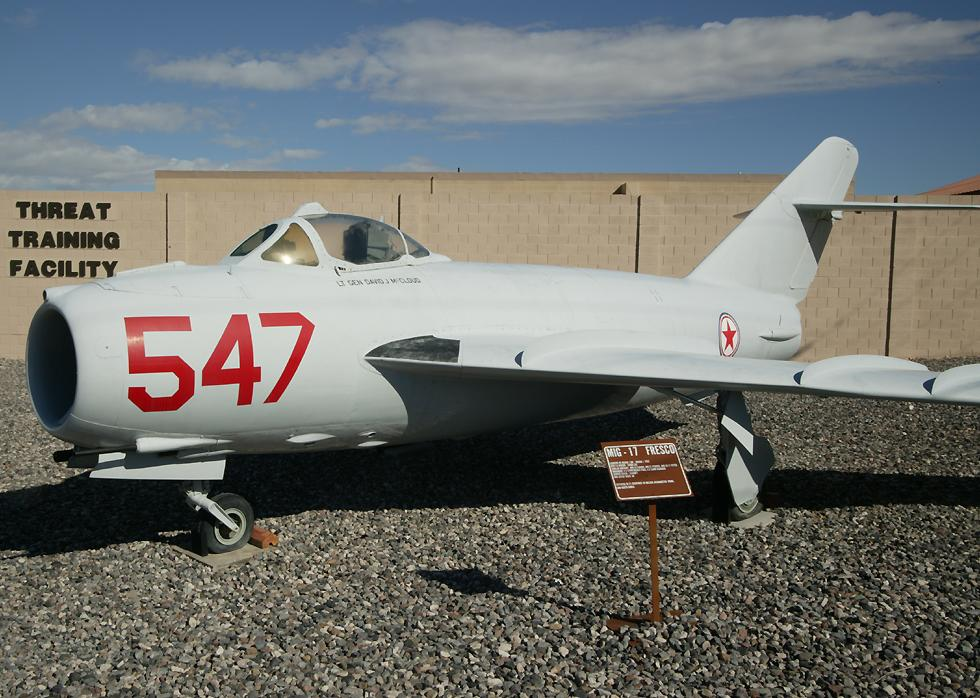
조선인민군 항공 및 반항공군의 선양 J-5

선양 J-5는 중국이 개발한 1세대 전투기다. 미코얀-구레비치 MiG-17을 카피해서 만들었으며 생산량은 1000대를 넘게 생산했다.

## 보유국
- 중국
- 파키스탄
- 베트남
- 탄자니아
- 수단
- 캄보디아
- 알바니아
- 조선민주주의인민공화국 - 107대

## 제원
- 제원
  - 날개 너비 9.60m
  - 직경 11.36 미터
  - 높이 3.80 미터
  - 날개 면적 25.00 평방 미터
  - 최대 이륙 중량 6000 kg
  - 정상 이륙 중량 5340 kg
  - 최대 연료 중량은 1170 kg (기계 내부) 1834 kg (보조 연료 탱크 포함)
  - 최대 적재 용량 2130 kg
  - 최대 비행 속도 1145 km / h (높이 3000 m)
  - 순항 속도 800 km / h
  - 최대 상승 속도는 75.8 m / s입니다.
  - 16,000 미터 실용 실링
  - 최대 범위는 1,560 km (보조 연료 탱크 포함) 1020 km (보조 연료 탱크 없음)
  - 사용 시간 2 시간 50 분 (보조 연료 탱크 포함)
  - 1 x 37 형 37mm 캐논
  - 2 x 23mm 캐논
  - 2 x 폭탄 또는 미사일 랙

## 같이 보기
- 선양 J-6
- 미코얀-구레비치 MiG-17
- F-86 세이버
- 중국 인민해방군 공군